# 镶边

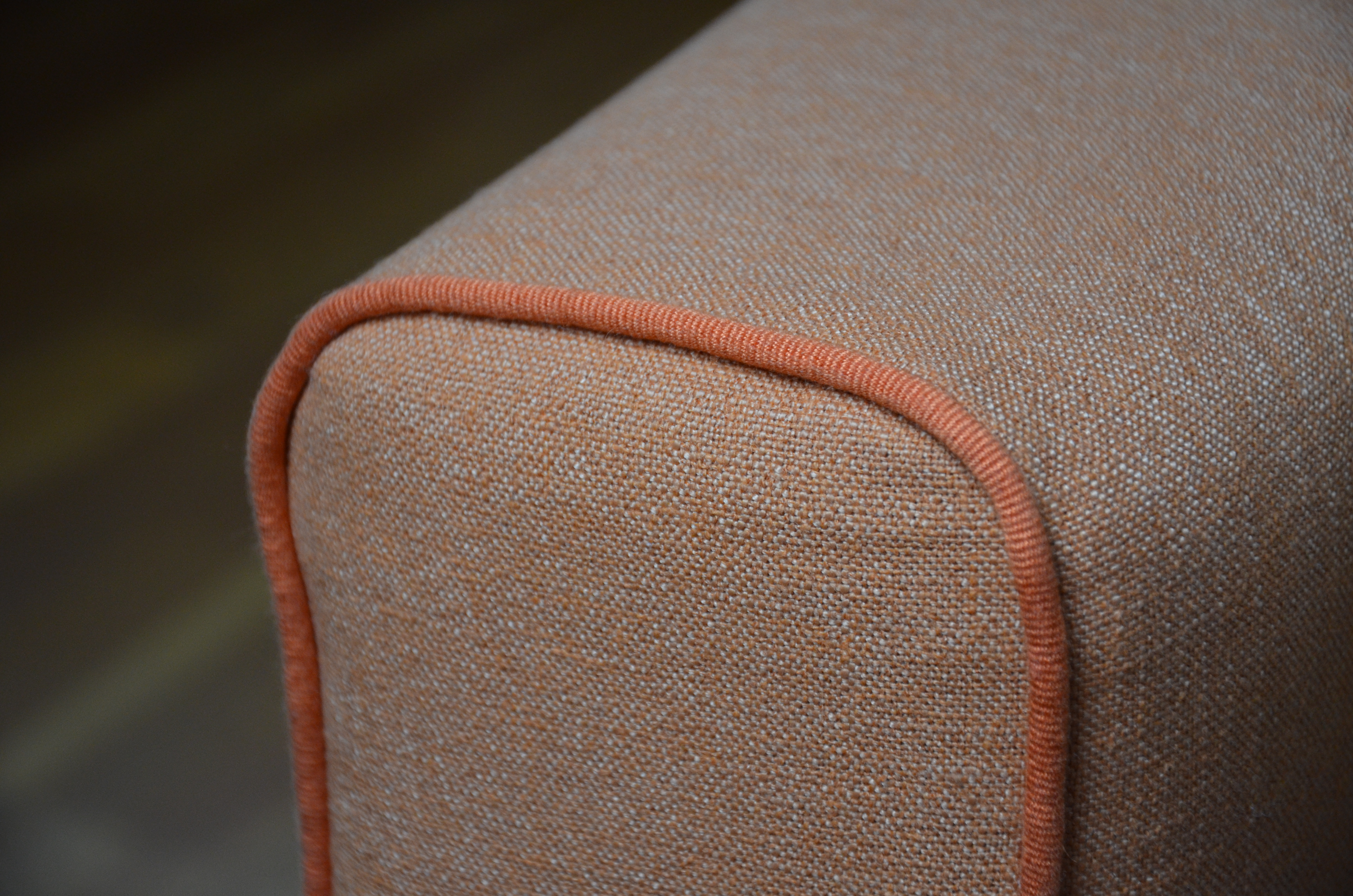
扶手椅扶手处的装饰镶边。

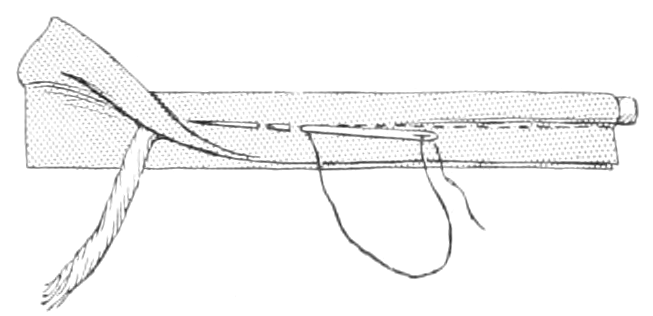
手工镶边缝制方式。

镶边是指一条用绳子或棉垫填充于两层织物之间的条状纺织物。具有装饰作用，也可用于连接两块织物 。
由于镶边的厚度，需要使用特殊的卷边专用缝纫机机头 .